# Johann Ludwig von Westphalen
Pour les articles homonymes, voir von Westphalen.
Johann Ludwig von Westphalen, né le 11 juillet 1770 à Bornum am Elm dans l'arrondissement de Helmstedt de la principauté de Brunswick-Wolfenbüttel et décédé le 3 mars 1842 à Trèves en province de Rhénanie, est un fonctionnaire d'État prussien, baron, mentor et beau-père de Karl Marx.

## Famille

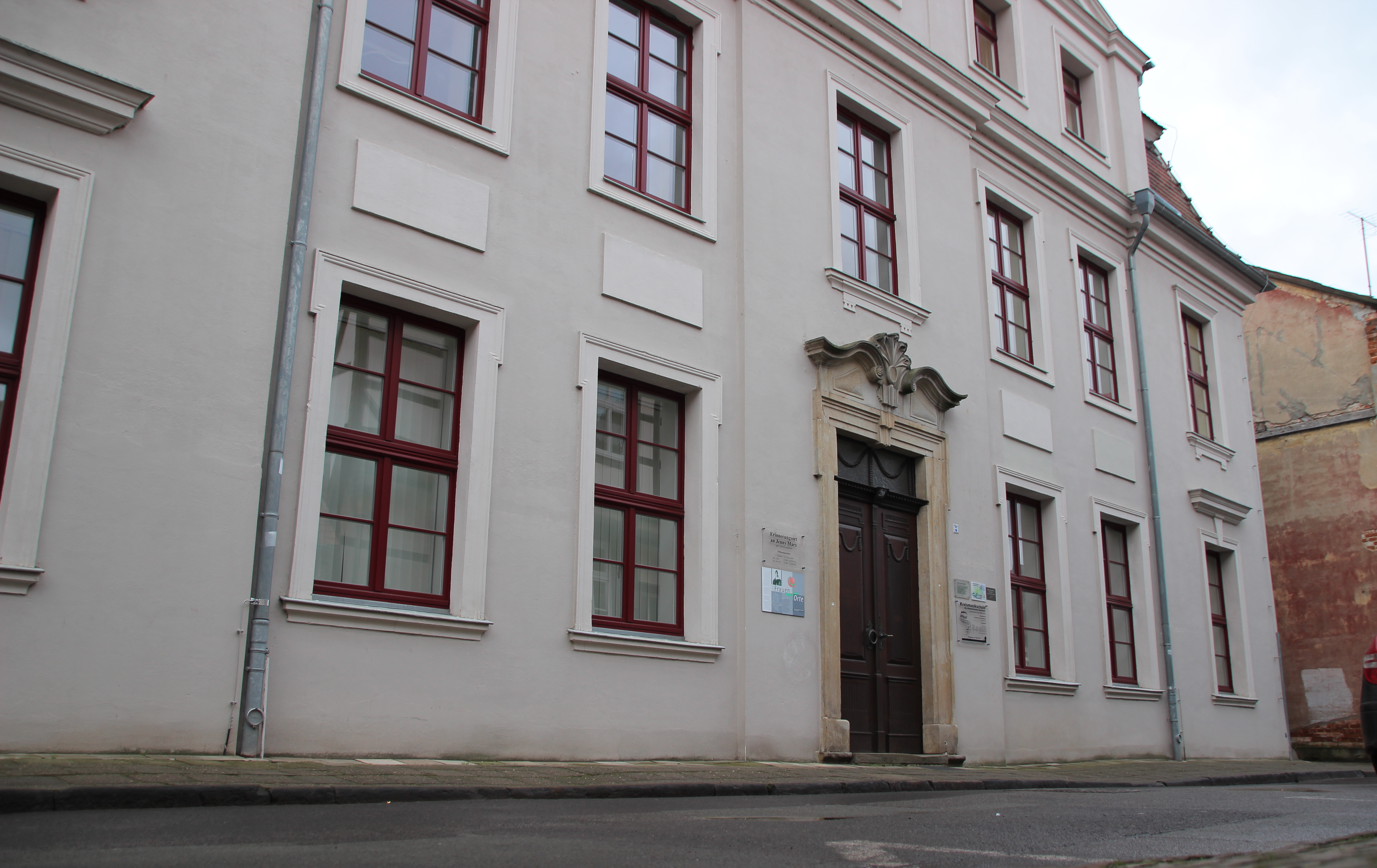
La maison de Salzwedel où habita J.L. von Westphalen et où naquit Jenny, future épouse de Karl Marx.

Johann Ludwig von Westphalen est le fils cadet du ministre Philipp von Westphalen (de) (1724-1792) et de Jane Wishart de Pittarow (1742-1811), descendante des ducs d'Argyll.
Il épouse le 4 juillet 1798 à Meisdorf (dans la province de  Saxe), Elisabeth dit Lisette von Veltheim (née le 22 juin 1778 à Berlin et décédée le 22 août 1807 à Blankenburg). Cette-dernière est la fille de Karl Christian Septimus von Veltheim (de) (1751-1796) et de Friederike Albertine von Pannwitz (1758-1789). De ce mariage naissent trois enfants dont Ferdinand Otto von Westphalen (1799-1876), futur ministre prussien de l'intérieur et de l'agriculture qui interdira le territoire à Karl Marx.
Le 30 avril 1812 à Salzwedel, il épouse en secondes noces Caroline Heubel (née le 20 juin 1779 à Salzwedel et décédée le 23 juillet 1856 à Trèves) qui est la fille de Julius Heubel (1742-1818) et de sa cousine Sophie Heubel (1744-1816). De ce mariage naît Jenny von Westphalen (1814-1881), la future femme du communiste Karl Marx (1818-1883), et Edgar von Westphalen (de) (1819-1890), écrivain communiste et ami de Marx.

## Biographie
Johann Ludwig von Westphalen étudie à Brunswick au Collegium Carolinum (fondé en 1745) puis à Göttingen et en 1794 entre au service de l'État du Brunswick. Peu après son premier mariage en 1797, sa carrière de fonctionnaire est interrompue.
En 1807, le royaume de Westphalie est créé par Jérôme Bonaparte et Johann Ludwig entre à son service en découvrant les rouages d'un état basé sur le modèle de la Révolution française. Cette même année, sa femme Lisette décède à l'âge de 29 ans et il épouse Caroline Heubel en secondes noces en 1812. Au cours de l'été 1809, il est nommé sous-préfet de la ville de Salzwedel mais celle-ci revient sous tutelle prussienne en 1813 après la bataille de Leipzig. En 1816, Johann Ludwig von Westphalen est muté à Trèves. Et c'est là qu'il rencontre son ami, Heinrich Marx. Leur amitié est transmise à leurs enfants : Jenny et Edgar von Westphalen, ainsi que Sophie et Karl Marx. Ainsi, Johann Ludwig von Westphalen devint le mentor de Karl Marx (d'après Fritz J. Raddatz).
La thèse de doctorat de Karl Marx sur La différence entre les conceptions de Démocrite et d'Épicure sur la philosophie naturelle (Die Differenz der demokritischen und epikureischen Naturphilosophie en allemand), fut saluée par le „teuren väterlichen Freund“ ("cher ami paternel"), „jeden Fortschritt der Zeit mit dem Enthusiasmus und der Besonnenheit der Wahrheit begrüßt“ (de «tous les progrès de l'heure avec l'enthousiasme et la prudence, se félicite de la vérité"). Cette dédicace met en évidence l'importance de son beau-père pour le jeune Marx.
Il meurt le 3 mars 1842 et ne verra pas le mariage de sa fille Jenny et de Karl en 1843.